# 류정원
류정원(柳正源, 1703년 ~ 1761년)은 조선의 문신이다. 본관은 전주(全州). 자는 순백(淳伯), 호는 삼산(三山)이다.

## 생애
1729년(영조 5) 생원시에 합격하고, 1735년 증광 문과에 을과로 급제했다.
1756년 원인손(元仁孫)과 채제공(蔡濟恭)의 추천으로 부교리가 되었다.
1761년(영조 37년) 대사간(大司諫)에 올라 상서(上書)하였는데, "요즈음에 거행한 진현(進見)과 연대(筵對) 등의 절차는 바야흐로 그것을 행하지 못했을 때를 말한다면 참으로 그보다 더 큰 것이 없는 흠궐(欠闕)이 되었지만, 그것을 이미 거행한 데에 이르러 말한다면 역시 이것은 일상 생활에 있어서 늘 해야 할 일이니, 어떻게 이것을 믿고서 ‘이미 이 일을 잘하였으니 다른 것은 고쳐야 할 과실이 없다.’고 말할 수 있겠습니까? 저하(邸下)께서 지난 겨울부터 신료(臣僚)들의 면계(勉戒)에 대하여 으레 깊이 유념하겠다는 것으로 말씀하셨지만 공정하게 그 뒤를 논하여 보면 일찍이 한 가지 일이라도 펴거나 시행하여 행동에 이른 것은 없었으니, 이는 ‘깊이 유념하겠다[體念]’는 두 글자가 단지 수응(酬應)하고 대답하는 좋은 제목(題目)일 따름임을 알겠습니다. 그리고 지금 유시(諭示)한 바 가상(嘉尙)하게 여기고 마음과 뼈에 새겨 두겠다는 등의 말 또한 지난날에 하던 것과 같지 않아 기필하지 못하겠으며, 마침내는 즐겁게 하되 계속하지 못하는 데로 돌아가도록 할 뿐이니, 저하께서는 한갓 허물을 고친다는 이름만 있고 허물을 고치는 실상은 다하지 않으며, 한갓 이미 지난날의 일을 부끄럽게 여길 줄만 알고 바야흐로 닥쳐오는 일이 근심스러움을 염려하지 않습니다. 그러니 지금부터는 계속해서 아첨하면서 뜻을 받들고 윗사람을 인도하면서 버릇없이 구는 자는 물리쳐서 멀리 배척해 버리고, 진기한 노리개나 기이한 의복으로 심지(心志)를 미혹되게 하고 어지럽히는 자는 엄중히 금지하고 통렬하게 끊어 버리도록 하소서." 하니, 왕세자가 답하기를, "말이 매우 절실하고 지극하니, 깊이 유념하지 않을 수 있겠는가?"라고 답하였다.

## 저서
- 『삼산문집』
- 『역해참고(易解參攷)』
- 『하락지요(河洛持要)』

## 가족
- 아버지 : 류석구(柳錫龜)
- 어머니 : 연안 이씨(延安李氏) 이천린(李天麟)의 딸
  - 서제 : 류후원(柳厚源)
  - 서제 : 류발원(柳發源)